# Louis Prima
Louis Leo Prima (født 7. december 1910 i New Orleans, død 24. august 1978 sammesteds) var en amerikansk sanger, trompetist og, orkesterleder indenfor jazzmusikken, kendt som "King of the Swingers". Han var også kendt som stemmen bag Kong Louis i Disney's Junglebogen.